# Билефельдер

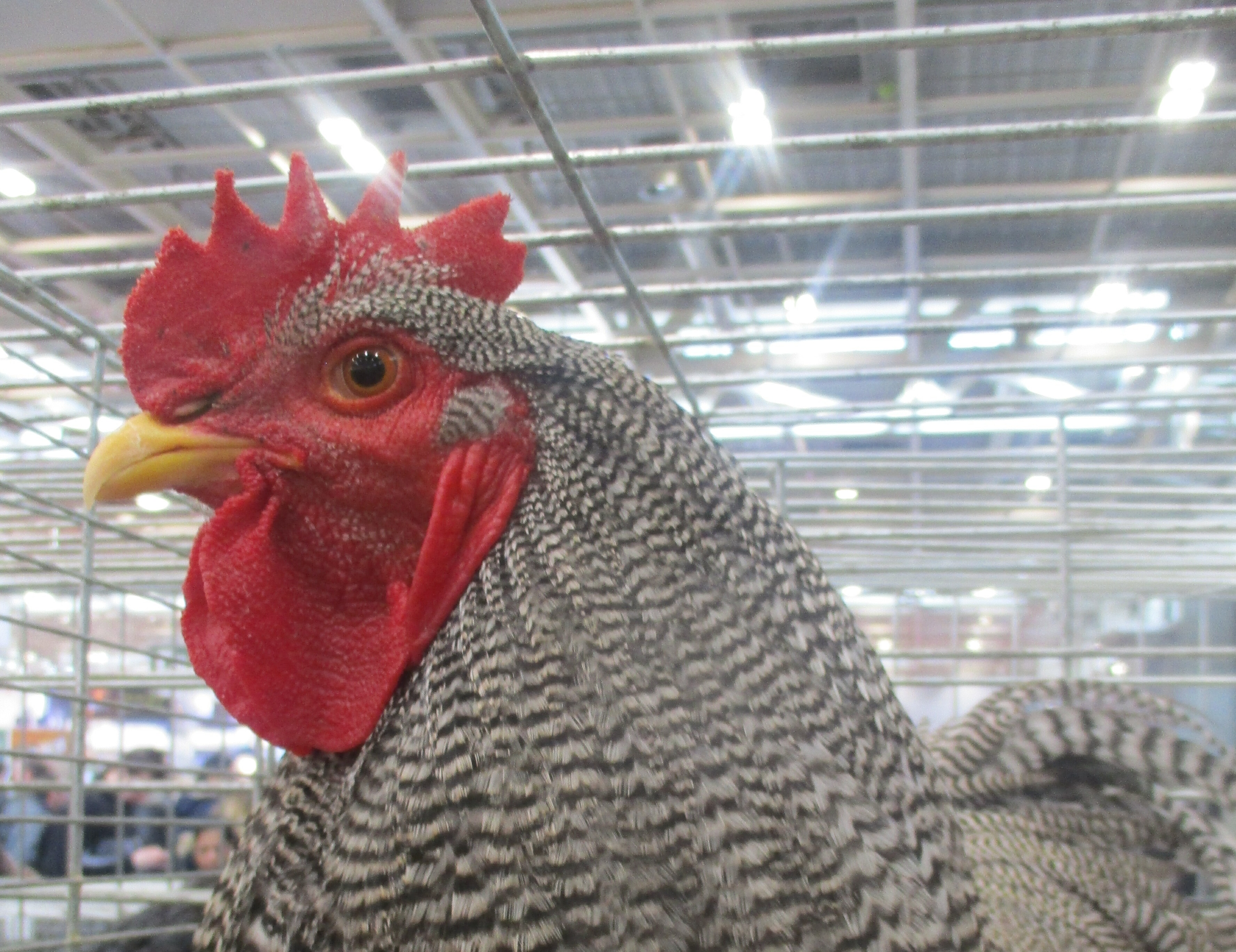
Петух серебристого ястребиного окраса

Билефельдер (нем. Bielefelder) — порода кур мясо-яичного направления продуктивности. Выведена в 1970 году неподалёку от Билефельда в Германии, автор и заводчик породы Герд Рот.
Рот скрещивал вельзумеров и мехеленских кур с плимутроками с целью вывести аутосексную мясную курицу.
Крупная курица с длинной и прямой спиной и широкими плечами. Туловище цилиндрической формы, грудь глубокая, живот объемный. Птица выглядит приземистой из-за коротких голеней и средней длины плюсён. Шея сильная. Голова среднего размера. Клюв сильный, средней длины, желтоватый. Гребень красный, у петуха листовидный с 4-6 зубцами, у курицы слегка склонённый. Серёжки небольшие, мочки ушей красные, глаза оранжево-красные.
Рулевые перья широкие, серповидные перья в хвосте петуха средней длины, хвост поставлен под небольшим углом к спине, широкий. Окрас аутосексно-ястребиный (с золотистой шеей) и серебристый аутосексно-ястребиный (с серебристой шеей). Расцветка ястребиного окраса пёстрая, состоит из смеси охристых и красноватых оттенков с серым, голубым и чёрным. У серебристых петухов серебристо-белый цвет сочетается со светло-серым ястребиным узором и тёмно-серыми с белой окантовкой маховыми перьями. У куриц грудь окрашена в розово-золотистые цвета, по корпусу перья раскрашены ястребиным узором, встречаются белые пятна и окантовка.
Масса петуха 3-4 кг, курицы 2,5-3,25 кг. Продуктивность по мясу отличная. Несушки довольно рано созревают и приносят в год до 200—230 крупных — минимум 60 г — коричневых яиц.
Уже в первые сутки после вылупления цыплята различаются по цвету в зависимости от пола: петушки охристо-жёлтые со светло-коричневыми полосами на спине и светлым ястребиным пятном на голове, курочки светло-коричневые с тёмно-коричневыми продольными полосами на спине и небольшим ястребиным пятном на голове.
Порода отличается высокой декоративностью, покладистым и дружелюбным характером, устойчива к холоду.